# 瑞峰崖墓群
瑞峰崖墓群位於四川省眉山市青神縣瑞峰鎮，文物遺址年代判定為東漢。2002年12月27日公佈為四川省第六批省級文物保護單位。2006年5月25日列為第六批全國重點文物保護單位。